# Teodemundo
Teodemundo, nascido em data desconhecida, morreu provavelmente em 550. Pode ter sido rei dos suevos, sucedendo, provavelmente, a Veremundo.

## Período Obscuro
Depois da reunificação da Suévia em 463 e, com a morte de Remismundo em 469, surge um período obscuro ou idades das trevas. Pela escassez de registros, sabe-se muito pouco sobre este período, tem-se como certa, entretanto a sucessão dos reis: Veremundo (469-508?), Réquila II (484-?) ou Réquita II, Requiário II (508-?), Hermenerico II (?), Riciliano (?), Teodemundo (520-550). Em 550 com Carriarico ou Cararico (550-559), termina o período obscuro e o reinado entra em relativa ordem.

## Ligação externa
- Regnal Chronologies -Teutões
- Roma e Romania
- Estados Hispânicos